# Godło Togo

Godło Togo

Godło Togo zostało przyjęte 14 marca 1962.
Obecna wersja  pochodzi z 1979 roku.
Przedstawione są na nim dwa czerwone lwy symbolizujące odwagę narodu. Łuk i strzała wzywają mieszkańców do walki w obronie wolności kraju. Między lwami znajduje się złota tarcza z czerwonymi literami RT (République Togolaise). Nad tarczą znajdują się dwie flagi Togo. Na górze znajduje się wstęga z napisem Union, Paix, Solidarite (Jedność, pokój, solidarność). Napis zastąpił dawny Travail, Liberté, Patrie (Praca, wolność, ojczyzna).